# أكسيد الكالسيوم
 أكسيد الكالسيوم  أو الجير الحي مركب كيميائي له الصيغة CaO ، ويكون على شكل مسحوق أبيض عديم الشكل البلوري (غير متبلور) في الحالة العادية، لكن ببلورته من مصهوره نحصل على بلورات مكعبية الشكل لها نمط بلورات كلوريد الصوديوم .

## الخواص
- يتفاعل لدى تماسه مع الماء (تفاعل حلمهة) بشكل ناشر للحرارة مشكلاً هيدروكسيد الكالسيوم (الكلس المطفأ).

CaO + H2O → Ca(OH)2

## التحضير
يحضر أكسيد الكالسيوم صناعياً من تسخين كربونات الكالسيوم إلى حوالي 900°س (التفكك الحراري للحجر الجيري).
CaCO3 → CaO + CO2
يمكن تحضير أكسيد الكالسيوم مخبرياً من أكسدة فلز الكالسيوم
Ca + 1/2O2 → CaO

## الاستخدامات
- يستعمل في تحضير هيدروكسيد الكالسيوم المستخدم في مواد البناء.
- يستعمل كمادة قلوية في علم التعدين وفي صناعة الزجاج.
- نتيجة ارتفاع درجة انصهاره يستخدم أكسيد الكالسيوم لتبطين الأفران.